# Olynthos
Olynthus (Grieks: Όλυνθος, Olunthos, een vijg die te vroeg rijpt. Het gebied was rijk aan vijgenbomen) was een stad uit de Oudheid gelegen op Chalcidice en gebouwd op twee heuvels van 30–40 m hoog met platte toppen. De stad lag in een vruchtbare vlakte ten noorden van de Golf van Torone, bij het smalste punt van het schiereiland Pallene, ongeveer 2,5 kilometer van de zee en ongeveer 60 stadia (circa 9–10 kilometer) van Potidaea. Olynthos werd rond 348 v.Chr. verwoest door Philippus van Macedonië.

## Geschiedenis
Olynthus, de zoon van Herakles werd beschouwd als de mythologische stichter van de stad. Op de Zuidelijke Heuvel was er een kleine Neolithische nederzetting die in de Bronstijd verlaten werd. In de 7e eeuw v.Chr. verscheen er een nieuwe nederzetting.
Daarna werd de stad veroverd door de Bottiaeaers, een Thracisch volk dat uit Macedonië verjaagd werd door Alexander I. Maar in 479 v.Chr. kwam de Perzische generaal Artabazus langs op de terugweg van zijn escorte van Xerxes naar de Hellespont. Hij vermoedde dat er een opstand tegen de koning werd beraamd, en gaf de stad in handen aan Critobulus uit Torone. Hij vestigde er een nieuwe bevolking van Grieken uit de naburige streek van Chalcidice (Herodotus Historiën viii. 127). Hoewel Herodotus beweert dat Artabazus hen afslachtte, bleven Boeotiërs in de streek wonen.
Olynthus werd een Griekse polis, maar bleef onbelangrijk op de lijst van de bijdragen aan de Delische Bond. Het blijkt dat Olynthus gemiddeld 2 talenten betaalde, terwijl Scione er 6 tot 15 betaalde, net als Mende. Torone betaalde 6 tot 12 talenten en Sermylia 3 tot 6 tussen 454 en 432 v.Chr.
De stad werd in 348 v.Chr. verwoest door Philippus van Macedonië. Later dwong Cassander de inwoners om zich in Cassandrea te vestigen, op de plaats van het verwoeste Potidaea. Nog eeuwen later noemden figuren verspreid over de Hellenistische wereld zich Olynthiër.

## Opgravingen
De stad Olynthus ligt op de heuvel Megale Toumba bij het dorp Myriophyto. De waarschijnlijke locatie van Olynthus werd in 1902 gevonden. Tussen 1914 en 1916 werden tevergeefs plannen gemaakt voor een opgraving door de British School te Athene.
De oude stad strekt zich over twee heuvels uit gescheiden door een smalle doorgang. De oppervlakte is 1500 m bij 400 m. Opgraving begon in 1928. Prof. D.M. Robinson van de Johns Hopkins University en de American School for Classical Studies te Athene leidde campagnes gedurende vier seizoenen: in 1928, 1931, 1934 en 1939. De uitkomsten werden verslagen in veertien folio boekdelen. De opgraving legde meer dan vijf hectare van Olynthus en een deel van Mecyberna (de haven van Olynthus) bloot.

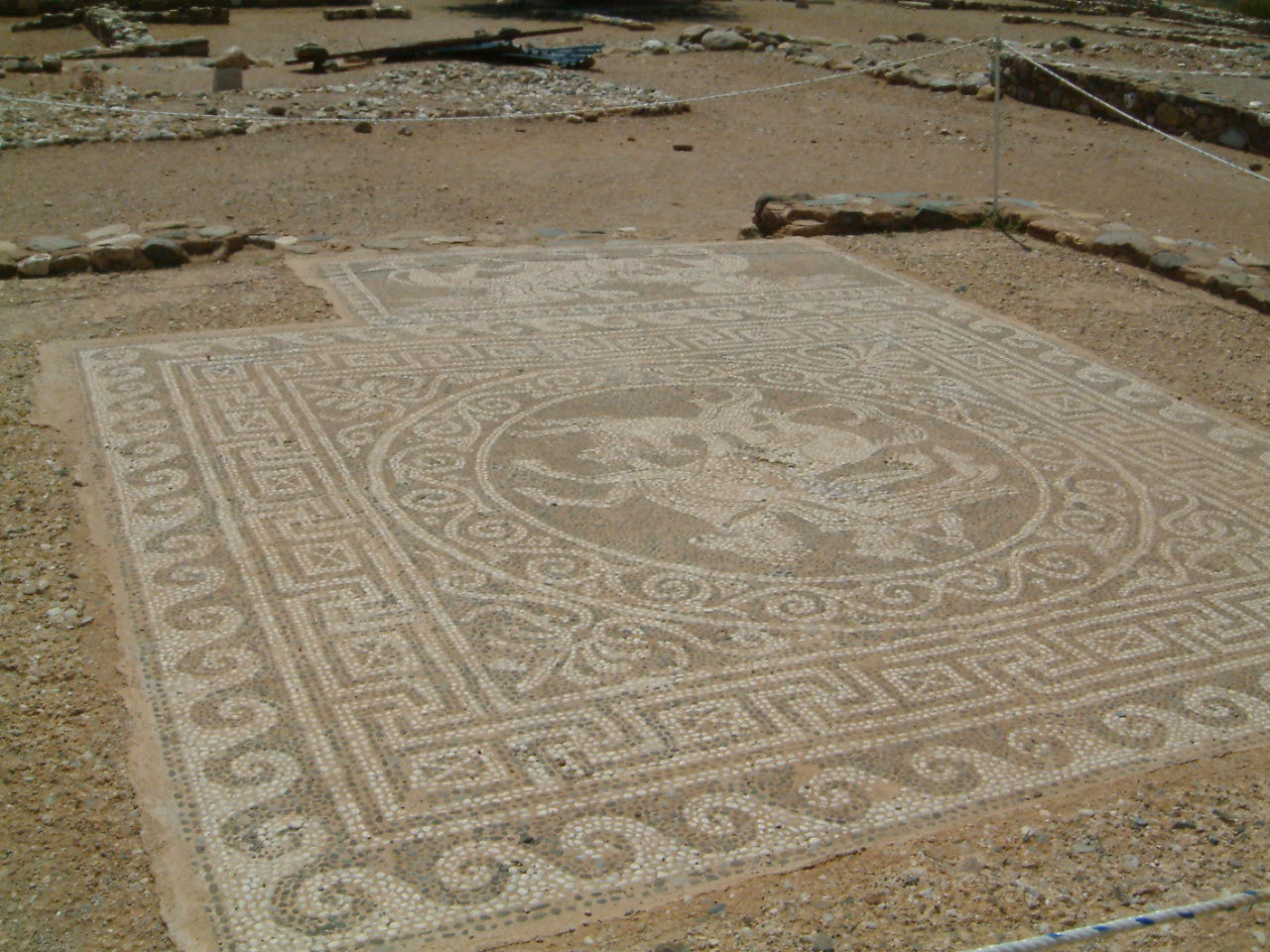
Vloermozaïek met Bellerophon. Huis oude stad Olynthos.

## Modern Olynthos
De moderne stad op de plaats van Olynthos heette vroeger Myriophyto maar wordt nu weer Olynthos of Nea Olynthos genoemd. Ze is gelegen op een klein plateau aan de westkant van de rivier de Olynthios of Resetenikia (in de Oudheid heette deze Sandanus), tegenover de ruïnes van de oude stad.